# Tiktaalik
 Tiktaalik  (Inuktitut für „Quappe“, einen großen Süß- und Brackwasserfisch) war eine Gattung amphibienähnlicher Fleischflosser (Sarcopterygii), deren Fossilien in Sedimentgesteinen des Oberen Devons der Ellesmere-Insel (Ellesmere Island) im Norden Kanadas entdeckt wurden. Bisher ist nur die Art Tiktaalik roseae  bekannt.
Als Mosaikform ist Tiktaalik ein Beleg dafür, in welcher Reihenfolge Knochenfische Merkmale der Landwirbeltiere (Tetrapoden) entwickelten, noch bevor die ersten Uramphibien wie Acanthostega und Ichthyostega aus ihnen hervorgingen. Als Vorfahren von Tiktaalik weisen Shubin und Kollegen Panderichthys-artige Fische aus.

## Merkmale
Tiktaalik gleicht anderen Fleischflossern wie den Quastenflossern und den Lungenfischen in der Beschuppung, im Bau von Flossen, Unterkiefer und Gaumen. Amphibienartig sind das verkürzte Schädeldach und die Ohrregion, der bewegliche Hals und die Vordergliedmaßen: Ausgestattet mit Ellenbogen- und Handgelenk erinnern die Brustflossen von Tiktaalik an Arme, sie endeten jedoch in Flossenstrahlen, nicht in Fingern. Beckengürtel und Hintergliedmaßen zeigen ein Mosaik primitiver und abgeleiteter Merkmale. Die Beckenknochen von Tiktaalik sind im Vergleich mit denen anderer beflosster Tetrapodomorphen groß und kräftig. Sie sind jedoch weder mit den Kreuzbeinrippen verbunden noch ist ein Ischium vorhanden. Die flache, längliche Schnauze des bis zu 20 cm langen Schädels gibt dem Tier ein krokodilähnliches Aussehen. Eine detaillierte Analyse der Schädelknochen ergab, dass Tiktaalik roseae „morphologisch intermediär ist zwischen den Gegebenheiten in ursprünglicheren Fischen und jenen, die man von Tetrapoden kennt.“
Nach Ansicht von Daeschler u. a. und Shubin u. a. war Tiktaalik ein Bewohner des küstennahen Flachwassers; seine Überreste wurden in den Ablagerungen eines Flussdeltas gefunden. Die Brustflossen nutzte er zur Fortbewegung auf dem Gewässergrund. Er konnte sich unter anderem unter Streckung der Schulter und des Ellenbogens wie auf Vorderbeinen vom Bodengrund abstützen.

## Ernährung
Forschungen eines Teams um Justin Lemberg von der University of Chicago legen nahe, dass Tiktaalik sowohl saugen als auch schnappen und beißen konnte. Dies war für die Entwicklung zum Landleben von Bedeutung, da die bei Fischen übliche Methode, Beute einzusaugen, an Land unmöglich ist. Die bei Tiktaalik nachgewiesenen Gleitgelenke ähneln denen heutiger Alligatorhechte (Atractosteus spatula), welche in der Lage sind, beim Schnappen gleichzeitig einen Sog zu erzeugen.
Die Ergebnisse beruhen auf Mikro-CT-Untersuchungen und computergestützter 3D-Rekonstruktion von vier Fossilien. Danach weist die starke Gliederung des Schädels auf eine saugende Ernährung hin, während Oberkiefer, Schädeldach und Hirnschale starr miteinander verwachsen sind, ähnlich Krokodilen, was auf die Fähigkeit zu beißen hindeutet, ebenso wie die Struktur der Zahnreihe.

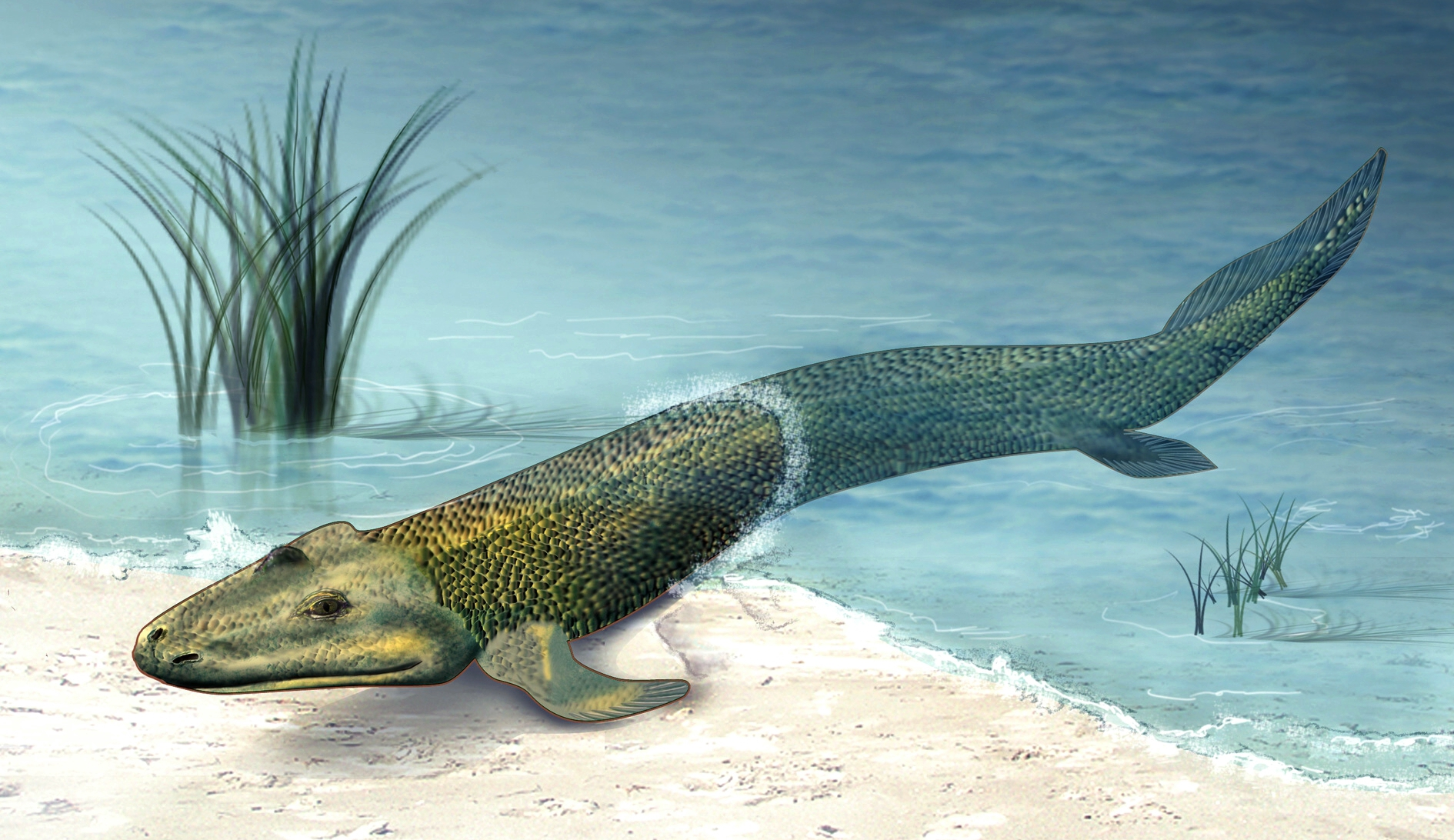
Lebensbild von Tiktaalik roseae
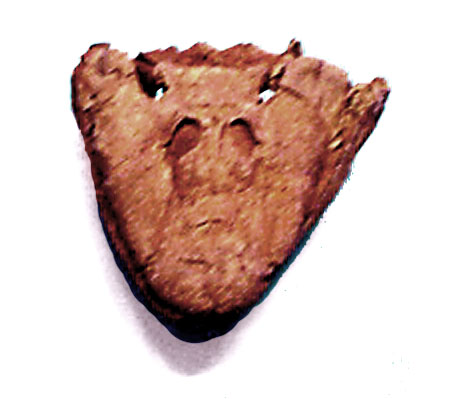
Schädel von vorne
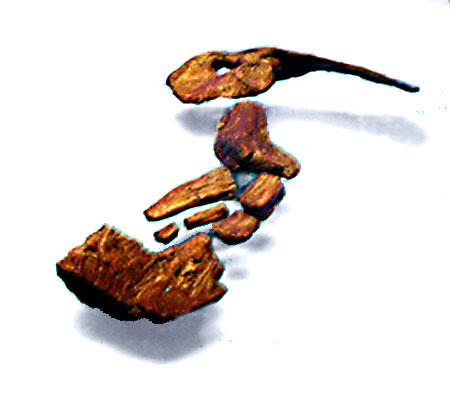
Vordergliedmaße (vorne) mit Schultergürtel (hinten)
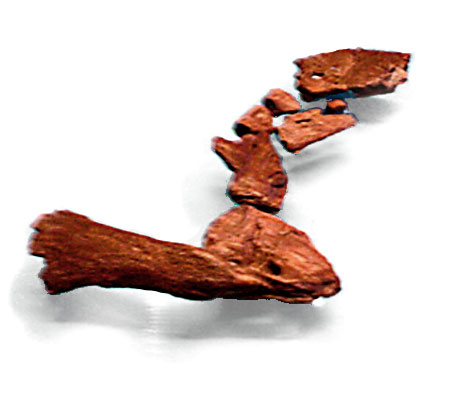
Schultergürtel und Vordergliedmaße

## Namensgebung
Die Entdecker der Fossilien auf Ellesmere Island, Farish A. Jenkins jr., Neil Shubin und Ted Daeschler, wollten bei der Vergabe des wissenschaftlichen Namens dem Fundort und den dort ansässigen Inuit, die die Grabungsgenehmigung erteilt hatten, Rechnung tragen. Sie richteten eine Anfrage mit der Bitte um Namensvorschläge an den Ältestenrat von Nunavut, den Inuit Qaujimajatuqangit Katimajiit. Aus den beiden Vorschlägen, „Siksagiaq“ und „Tiktaalik“, wählten die Paläontologen letzteren aus, der auf Inuktitut so viel bedeutet wie „Quappe“ bzw. „großer Süßwasserfisch“.

## Systematik
Als nächster Verwandter von Tiktaalik gilt Qikiqtania wakei, gefunden vom gleichen Team und benannt nach dem Inuktut-Wort Qikiqtaaluk/Qikiqtani für die Gegend (Fram-Formation) auf der Ellesmere-Insel, wo beide Spezies gefunden wurden (Erstbeschreibung Juli 2022). Q. wakei war kleiner als T. roseae und zeigt Anzeichen dafür, dass diese Spezies den Gang ans Land nur halb vollzogen hatte, dann aber wieder ins Wasser zurückgekehrt war. Beide Gattungen gehören zu den Elpistostegalia. Solche  Übergangsformen zwischen Fischen und Tetrapoden werden in der englischsprachigen (populärwissenschaftlichen) Literatur auch gern salopp als fishapods („Fische mit vier Beinen“) bezeichnet.

## Trivia
Eine künstlerische Darstellung von Tiktaalik wurde ab dem Jahr 2018 zum Ausgangspunkt eines populären Memes.